# رحمان استکی
رحمان استکی (۳ اردیبهشت ۱۳۲۹ – ۷ تیر ۱۳۶۰) سیاستمدار و معلم ایرانی، نماینده شهرکرد دردوره نخست مجلس شورای اسلامی و دبیر حزب جمهوری اسلامی در چهارمحال و بختیاری بود. استکی در زمان انقلاب ۵۷، یکی از مبارزین جدی علیه حکومت پهلوی بود و نقش فعال و محوری در هدایت و سازماندهی تظاهرات در شهرکرد و سایر نقاط استان داشت.  او پس از پیروزی انقلاب، مسئولیت هایی مانند ریاست اداره کل آموزش و پرورش چهارمحال و بختیاری را برعهده گرفت. استکی در حادثه بمب گذاری در دفتر حزب جمهوری اسلامی در هفتم تیر ۱۳۶۰ درگذشت. وی برادر مجتبی استکی بود.

## زندگی
رحمان استکی به سالِ ۱۳۲۹ در یک خانواده مذهبی در محله جلوخانِ شهرکرد به دنیا آمد. پدرش رضا از بازاریان و معتمدین قدیمی شهر بود. استکی دوران خدمتش را در سپاه دانش گذراند و پس از گذراندن دوران تحصیل در سال ۱۳۵۷ در رشته علوم تربیتی فارغ‌التحصیل شد.او در این دوران از شاگردان محمدتقی جعفری بود.

## فعالیت ها و مبارزات سیاسی
استکی در بحبوحه شعله ور شدن آتش انقلاب به زادگاهش شهرکرد بازگشت و همراه برادرش مجتبی و روحانیون شاخص شهرکرد مثل آیت‌الله سید عطاءالله احمدی و جمعی از مذهبیون و فعالان سیاسی به سازماندهی اکثر راهپیمایی‌ها و تظاهرات علیه حکومت شاه پرداخت و هدایت انقلاب در شهرکرد را عهده دار شد تا جائیکه ساواک او را یکی از خطرناک ترین مخالفان حکومت معرفی می کرد.استکی با بسیاری از انقلابیون شاخص مانند سید محمد بهشتی و سید علی‌اکبر پرورش ارتباط داشت و آنان را برای سخنرانی علیه حکومت به شهرکرد دعوت می کرد. استکی همچنین از شاگردان سید محمد بهشتی و محمدجواد باهنر بود.

## بعد از انقلاب
وی پس از پیروزی انقلاب مدتی سرپرست اداره آموزش و پرورش چهارمحال و بختیاری شد. استکی که از اعضای حزب جمهوری اسلامی بود. دفتر این حزب را در شهرکرد راه اندازی کرد و به فعالیت های حزبی و سیاسی خود ادامه داد. با شروع انتخابات اولين دوره مجلس شورای اسلامی (اسفند ۱۳۵۸)، حزب جمهوری اسلامی، رحمان استکی را به عنوان نامزد انتخاباتی در حوزه انتخابیه شهرکرد معرفی کرد و در نتيجه وی با کسب ۳۴٬۸۷۱ رأی برابر با ۶۳٫۲۰ درصد آرا در مرحله دوم (‎۱۹ اردیبهشت ۱۳۵۹) به مجلس شورای اسلامی راه يافت و به عضویت کميسيون اصل ۹۰ قانون اساسی مجلس درآمد. او یکی از نمایندگان تاثیرگذار و مهم مجلس بود.

## درگذشت
استکی در حادثه بمب‌گذاری در دفتر حزب جمهوری اسلامی در ۷ تیر ۱۳۶۰ در  دفتر مرکزی حزب در محله سرچشمه تهران در حالی که دبیری جلسه آنشب را برعهده داشت، به همراه سید محمد بهشتی و پیش از هفتاد تن دیگر از اعضای دولت و حزب جمهوری اسلامی درگذشت. پیکر او پس از تشییع در تهران و شهرکرد، در گلزار شهدای شهرکرد به خاک سپرده شد.

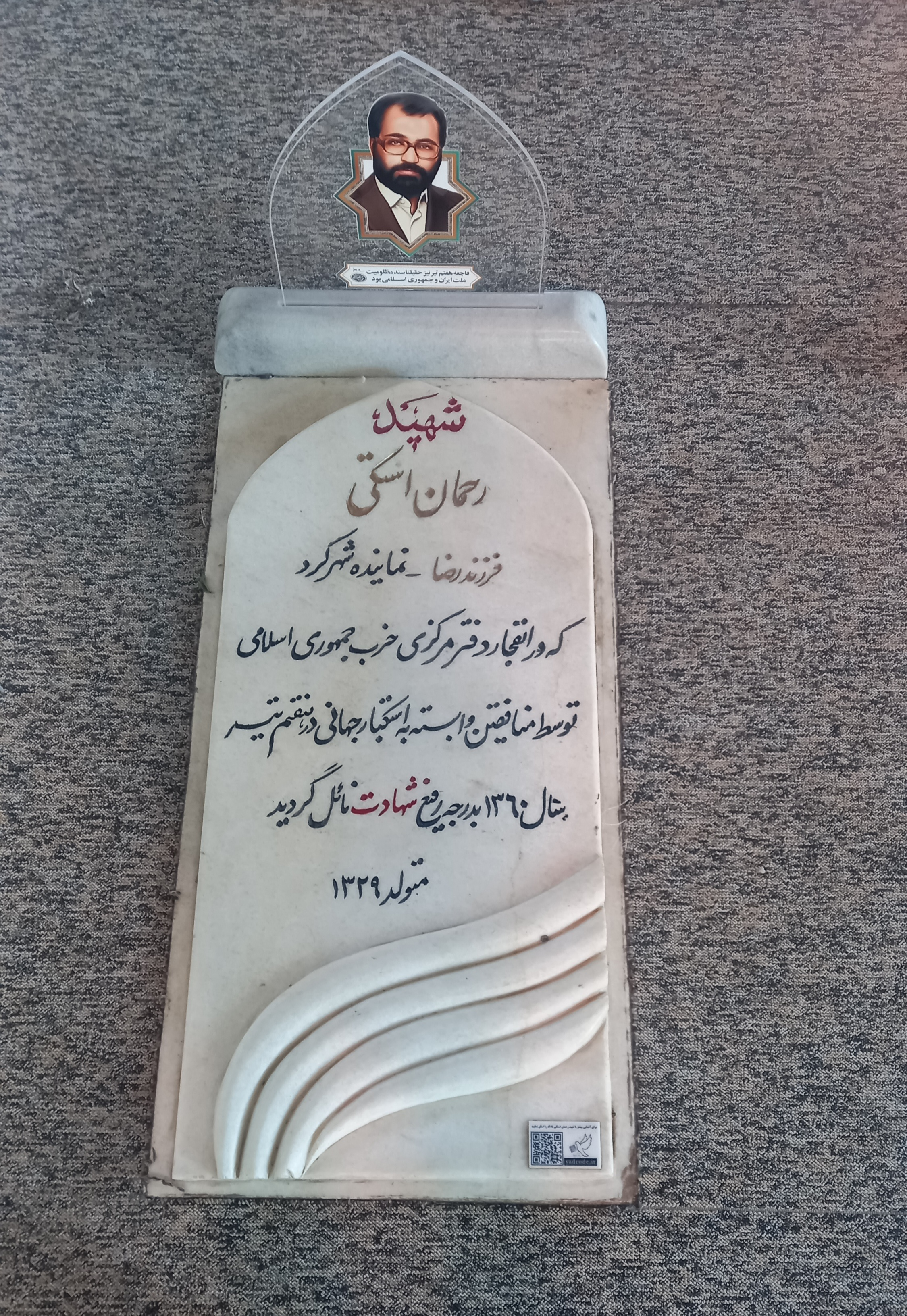
یادبود رحمان استکی در آرامگاه ۷۲ تن واقع در قطعه ۲۴ بهشت زهرا

## آرا
- رحمان استکی نماینده دوره اول مجلس شورای اسلامی حوزه انتخابیه چهارمحال و بختیاری(شهرکرد) بود.
- تعداد آراء: ۳۴٬۸۷۱
- درصد آراء: ۶۳٫۲۰[۱۴]